# Caroline Andrieux
Caroline Andrieux, née en 1963 à Hyères, est une conservatrice et historienne de l'art. Elle est la fondatrice de la Fonderie Darling, ouverte en 2002 dans le quartier de la Cité du Multimédia à Montréal.

## Biographie
Caroline Andrieux est née à Hyères dans le sud de la France. Elle s'installe à Paris en 1983 pour étudier l'histoire de l'art à l'Université de la Sorbonne.
En 1987, elle crée avec Christophe Pasquet dans le 19e arrondissement de Paris le centre d'art Usine Ephémère, qu'ils déménagent en 1990 dans le bâtiment désaffecté de l'hôpital Bretonneau (18e arrondissement de Paris) et rebaptisé Hôpital éphémère,.
Andrieux s'installe à Montréal en 1992 et crée l'organisme culturel montréalais Quartier Éphémère en 1993. Son objectif est d'utiliser des bâtiments abandonnés pour des événements artistiques, des expositions et d'ouvrir des ateliers et des résidences d'artistes. L'organisme récupère ainsi l'ancienne Fonderie Darling.
Elle y sera commissaire de nombreuses expositions. Elle en assumera également la direction jusqu'en 2024 avant d'accepter un poste à la Gare de Matapédia en Gaspésie.
Andrieux est titulaire d'un doctorat en histoire de l'art de l'Université Panthéon-Sorbonne (Paris) conjointement avec l'Université du Québec à Montréal. En 2009, elle reçoit le grade de Chevalier des Arts et des Lettres en France.

## Publications (sélection)
- Le chiffre : multiples approches du chiffre dans l'art contemporain 1960-1988, Paris, Osez, osez, 1988.
- Le cabinet anatomique de Daniel Spoerri, Paris, Éditions Éphémère, 1994 (ISBN 9782950244512).
- État des lieux, Montréal, Quartier éphémère, 1994.
- Gigi Perron, Montréal, Quartier éphémère, 1996.
- Ultra vide, Montréal, Fonderie Darling, 2002.
- Jean-Pierre Aubé : phénomènes = phenomena, Montréal, Quartier éphémère, 2005.
- Buveurs de Quintessences, Montréal, Quartier Éphémère, 2019.